# Ipanema
Ipanema és un dels barris més nobles de Rio de Janeiro, la seva població és de classe alta pràcticament tota. Fundat el 1894. Està a la zona sud, de la ciutat i té un molt bon litoral.
El barri fa frontera amb els barris de Copacabana, Leblon i Lagoa. A la platja sovint existeixen corrents forts. El Arpoador, una de les puntes d'Ipanema és un paradís del surf.

## Etimologia
El nom tupi Ipanema admet tres interpretacions semàntiques: "aigua dolenta, riu sense peixos", a través de la unió dels termes 'y ("aigua") i panema ("sense valor"); "llacuna pudent", a través de la unió dels termes upaba ("llac") i ni ("pudent"); i "riu groc", a través de la unió dels termes 'y ("riu") i panema ("groc").]
El nom fa referència a una regió de l'actual municipi d'Iperó, en l'estat brasiler de São Paulo, on José Antônio Moreira Fill (1830-1899), segon Baró d'Ipanema el 1847 (i comte en 1868), tenia una metal·lúrgica. Aquesta metal·lúrgica, anomenada Real Fàbrica de Ferro Sao João do Ipanema, es localitzava als peus del Morro de Ipanema i havia estat fundada pel seu pare, el primer Baró d'Ipanema. José Antônio Moreira Fill va invertir el seu capital en la zona actualment ocupada pel barri d'Ipanema, fundant la Villa Ipanema. Amb aquest nom, homenatjava el seu lloc de naixement, la vila de Sao João de Ipanema, avui pertanyent al municipi d'Iperó.

## Història

Barri d'Ipanema els anys 1920. col·lecció de l'Arxiu Nacional.

El desenvolupament de la Villa de Ipanema s'intensifica a partir de l'inici del segle xx, quan la ciutat de Rio es mou des de la regió Central cap al Sud a partir dels barris del Flamengo, Botafogo i posteriorment Copacabana, Ipanema i Leblon. Els terrenys de platja agraden a la població i les línies de bonde inaugurades el 1902 faciliten la urbanització de la Villa de Ipanema, encara un arenal despoblat.
La font de les Sacaduras del vell convent d'Ajuda, tirat a terra per a donar lloc al Teatre Municipal, va ser traslladada a la Plaça Ferreira Viana, avui General Osório. El 1918, van ser aixecats en el llavors Carrer 20 de Novembre, avui Visconde de Pirajá, el Col·legi dels Franciscans i l'Església Nossa Senhora da Paz. La primera missa en l'Església va ser celebrada el 12 de maig de 1921. El projecte paisatgístic de les voreres d'Ipanema és de l'arquitecte i paisatgista Renato Primavera Marinho, en commemoració del quart centenari de la ciutat.]

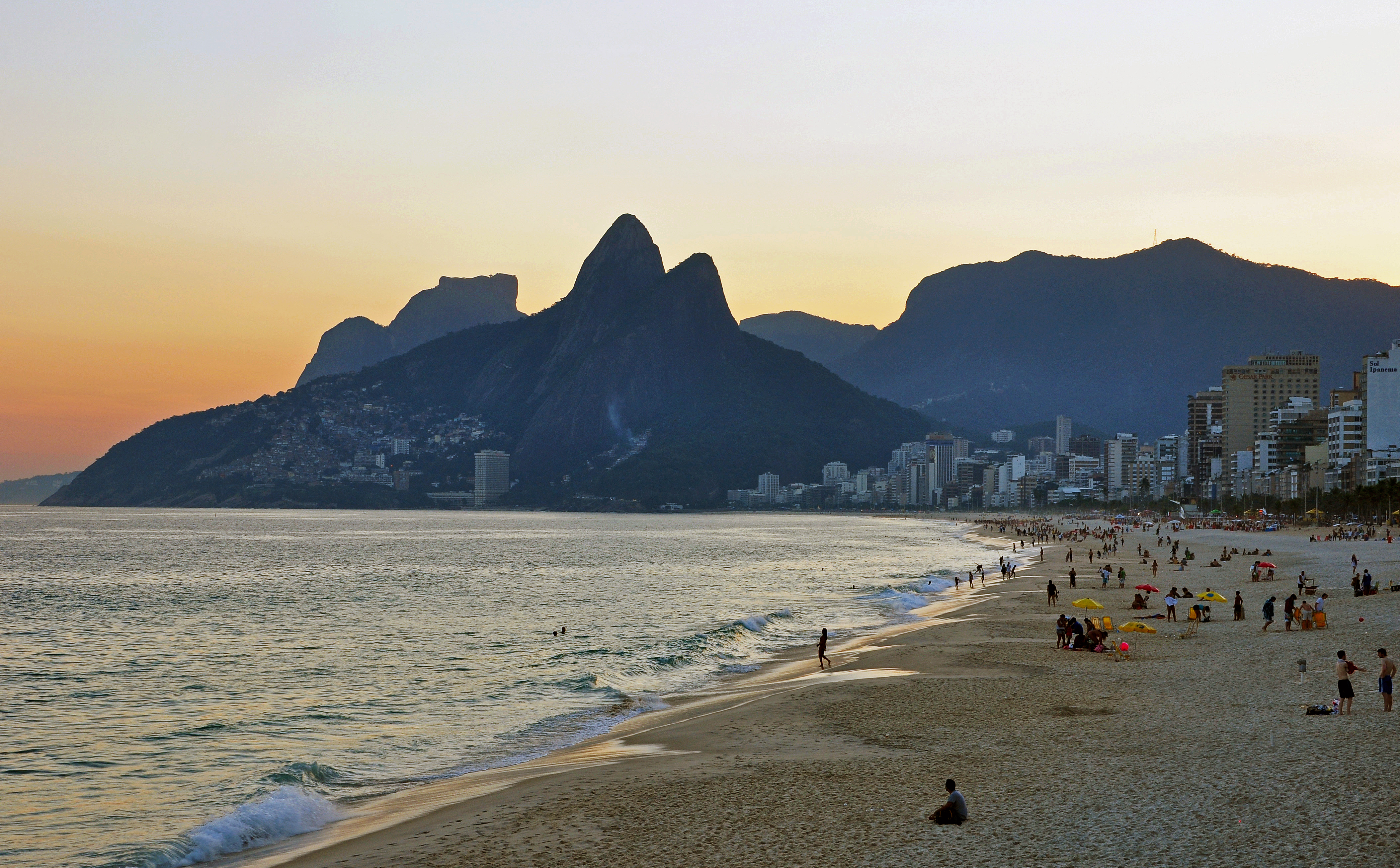
Morro Dos Irmãos vist a partir de la platja de Ipanema.
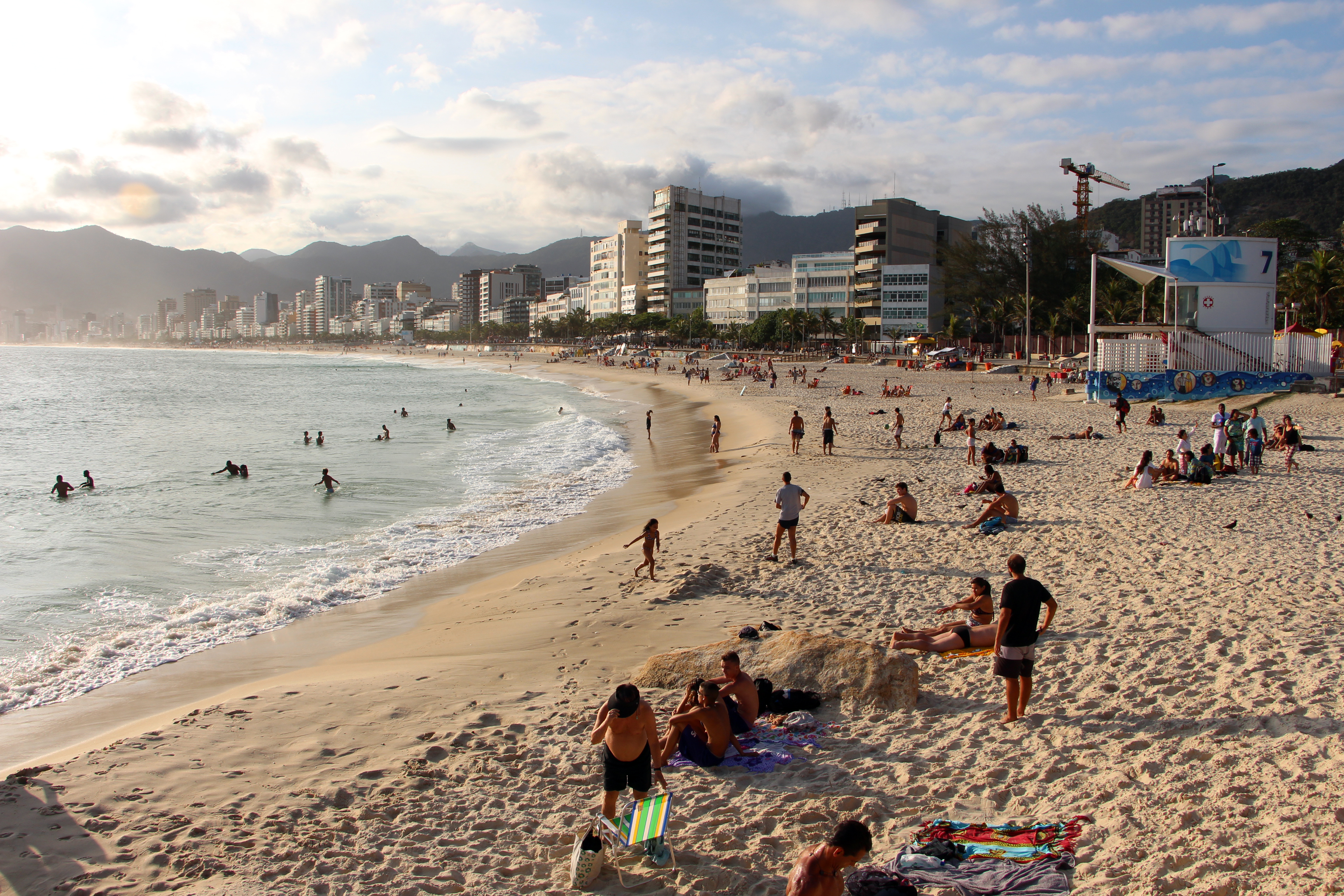
Platja de Ipanema
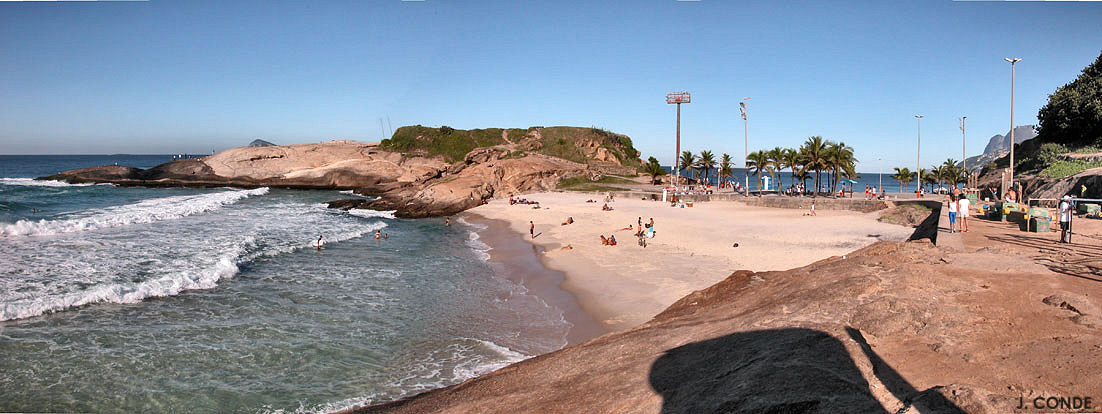
Platja del Diable.
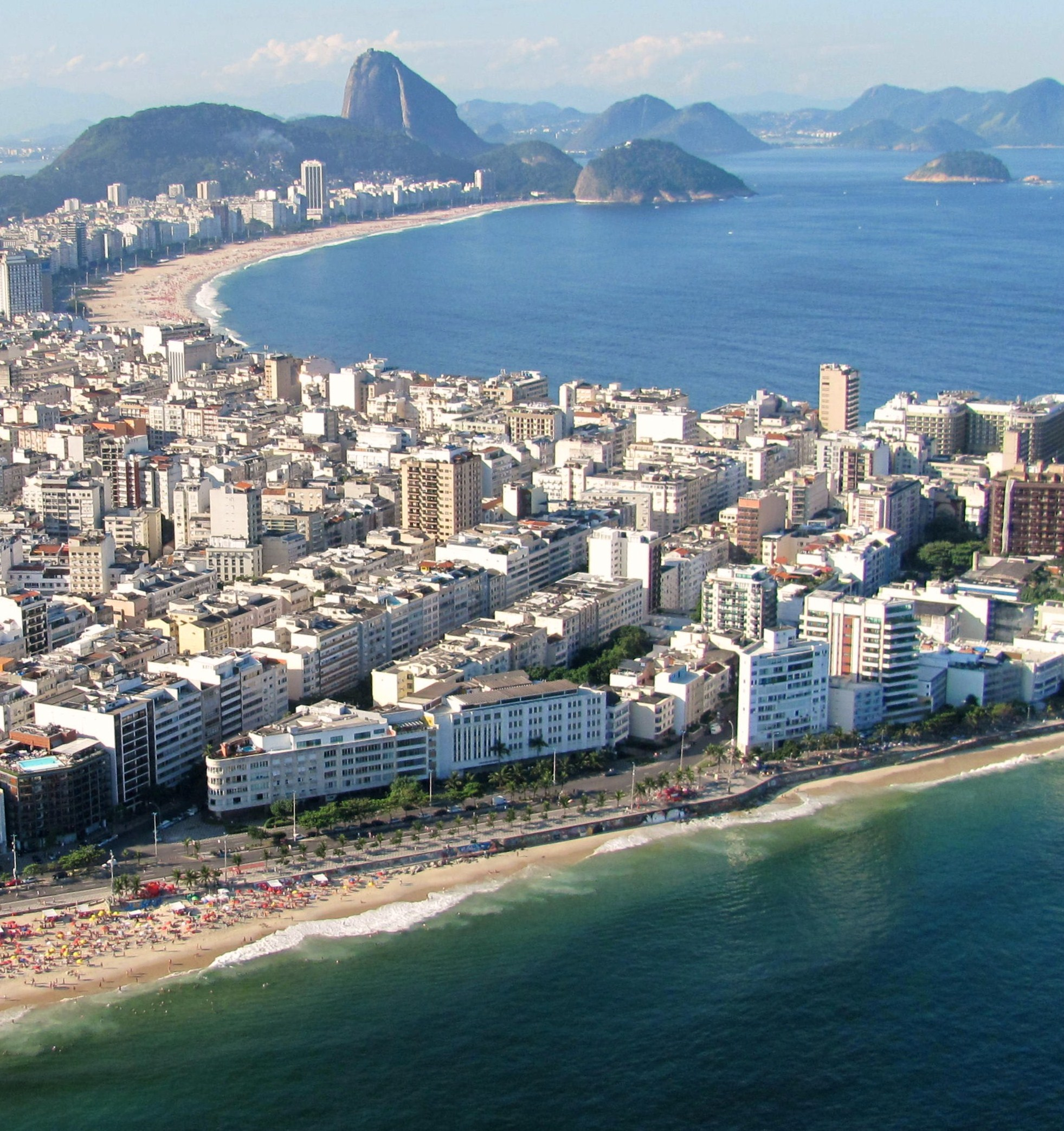
Ipanema amb Copacabana al fons.
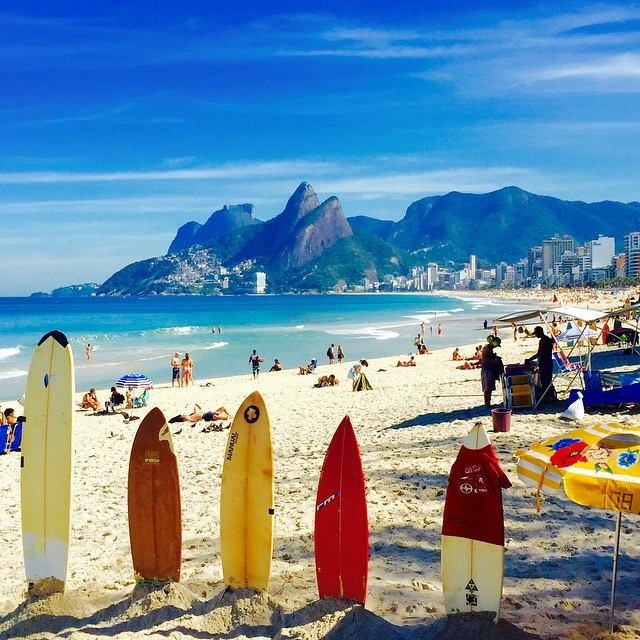
Planxes de surf en la platja.